# アヴィニョン中央駅
アヴィニョン中央駅（アヴィニョンちゅうおうえき、フランス語: Gare d'Avignon-Centre）は、フランスのプロヴァンス＝アルプ＝コート・ダジュール地域圏ヴォクリューズ県アヴィニョンにあるフランス国鉄（SNCF）の駅である。1849年開業。旧称、アヴィニョン駅（Gare d'Avignon）。
アヴィニョンの中心駅だが、TGV等の高速列車は、ここから2.3km離れたアヴィニョンTGV駅にも停車する。市の中心部に位置している。
本記事では、アヴィニョン・トラムの中央駅＝レピュブリック停留所（Gare Centre - République）も掲載する。

## 駅構造

### フランス国鉄
4面7線の地上駅。駅舎は、ルイ・ジュール・ブショーの設計に基づいて1866年に建設された。同じくブショーの設計によるヴァランス・ヴィル駅の駅舎と類似している。建物の対称的なファサードは新古典主義様式である。

### トラム
SNCF駅から徒歩2分に位置する。

## 駅周辺
周辺は世界遺産に登録されている「アヴィニョン歴史地区：教皇宮殿、大司教座の建造物群及びアヴィニョン橋」を構成する旧市街となっている。
- 教皇宮殿
- サン・ベネゼ橋
- ドン岩壁公園
- プティ・パレ美術館
- アヴィニョン市庁舎

## 隣の駅
フランス国鉄
TGV inOui
オランジュ駅 - アヴィニョン中央駅 - アルル駅
TER プロヴァンス＝アルプ＝コート・ダジュール
オランジュ駅 / ベダリッド駅 / ソルグ・シャトーヌフ＝デュ＝パプ駅 / モンファヴェ駅 - アヴィニョン中央駅 - アルル駅 / アヴィニョンTGV駅
TER オクシタニー
バニョール・シュル・セーズ駅 - アヴィニョン中央駅 - タラスコン駅 / ニーム駅